# Giacomo da Riva
Giacomo da Riva (Riva del Garda, metà del XIV secolo – Verona, 1418 circa) è stato un pittore italiano.

## Biografia

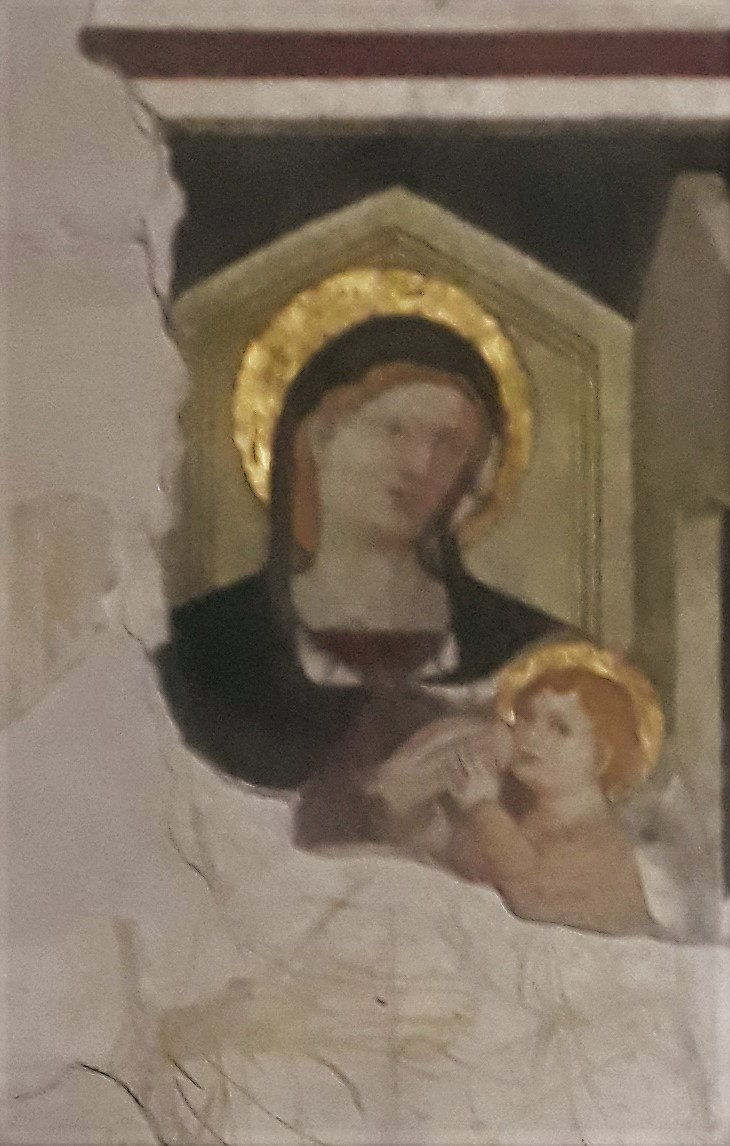
Madonna allattante

Fu un pittore attivo a Verona dal 1374 circa. Tracce della sua opera si possono rilevare da un affresco di Madonna allattante (1388) presente nella chiesa di Santo Stefano in città, sotto il quale un'iscrizione recita: ".MILLE. TRECENTO. OTANTA . OTO . FU. IMPENTA . PER . MESSER . GIACOMO - DA . RIVA.". Da un documento del 1411 si rileva che il pittore acquistò in quella data alcuni appezzamenti di terreno in Verona.
Risultava ancora vivente nel 1416.
Ebbe un figlio, Giorgio, che seguì le orme del padre.